# Croston
Croston – wieś w Anglii, w hrabstwie Lancashire, w dystrykcie Chorley. Leży 43 km na północny zachód od miasta Manchester i 299 km na północny zachód od Londynu. W 2001 miejscowość liczyła 2679 mieszkańców.

## Miasta partnerskie
- Azay-le-Rideau